# Teglio
Teglio is een gemeente in de Italiaanse provincie Sondrio (regio Lombardije) en telt 4737 inwoners (31-12-2004). De oppervlakte bedraagt 115,3 km², de bevolkingsdichtheid is 42 inwoners per km².
De volgende frazioni maken deel uit van de gemeente: Tresenda.

## Demografie
Teglio telt ongeveer 2064 huishoudens. Het aantal inwoners daalde in de periode 1991-2001 met 6,2% volgens cijfers uit de tienjaarlijkse volkstellingen van ISTAT.
| Jaar | Inwoneraantal |
| ---- | ------------- |
| 1991 | 5116          |
| 2001 | 4797          |

## Geografie
Teglio grenst aan de volgende gemeenten: Aprica, Bianzone, Castello dell'Acqua, Chiuro, Corteno Golgi (BS), Paisco Loveno (BS), Ponte in Valtellina, Schilpario (BG), Valbondione (BG), Villa di Tirano, Vilminore di Scalve (BG).

## Culinair
Teglio staat bekend als de geboorteplaats van het pastagerecht pizzoccheri. Jaarlijks zijn er ook twee festivals aan dit product gewijd.

## Fotogalerij

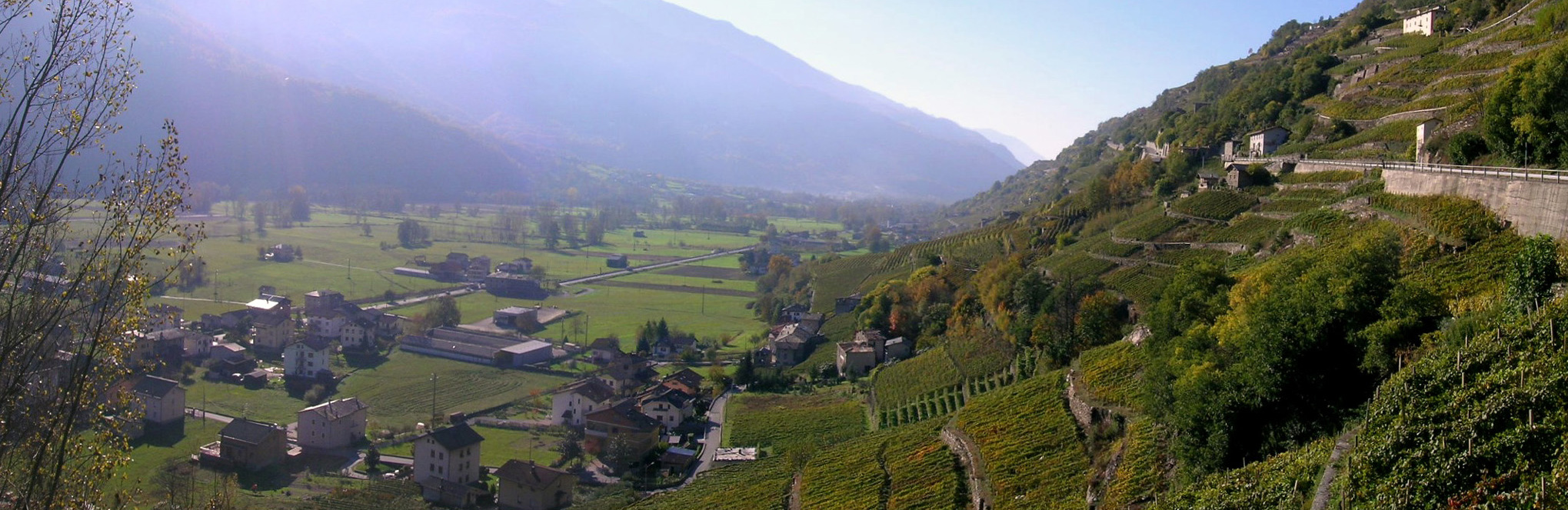
Wijngaarden bij Teglio
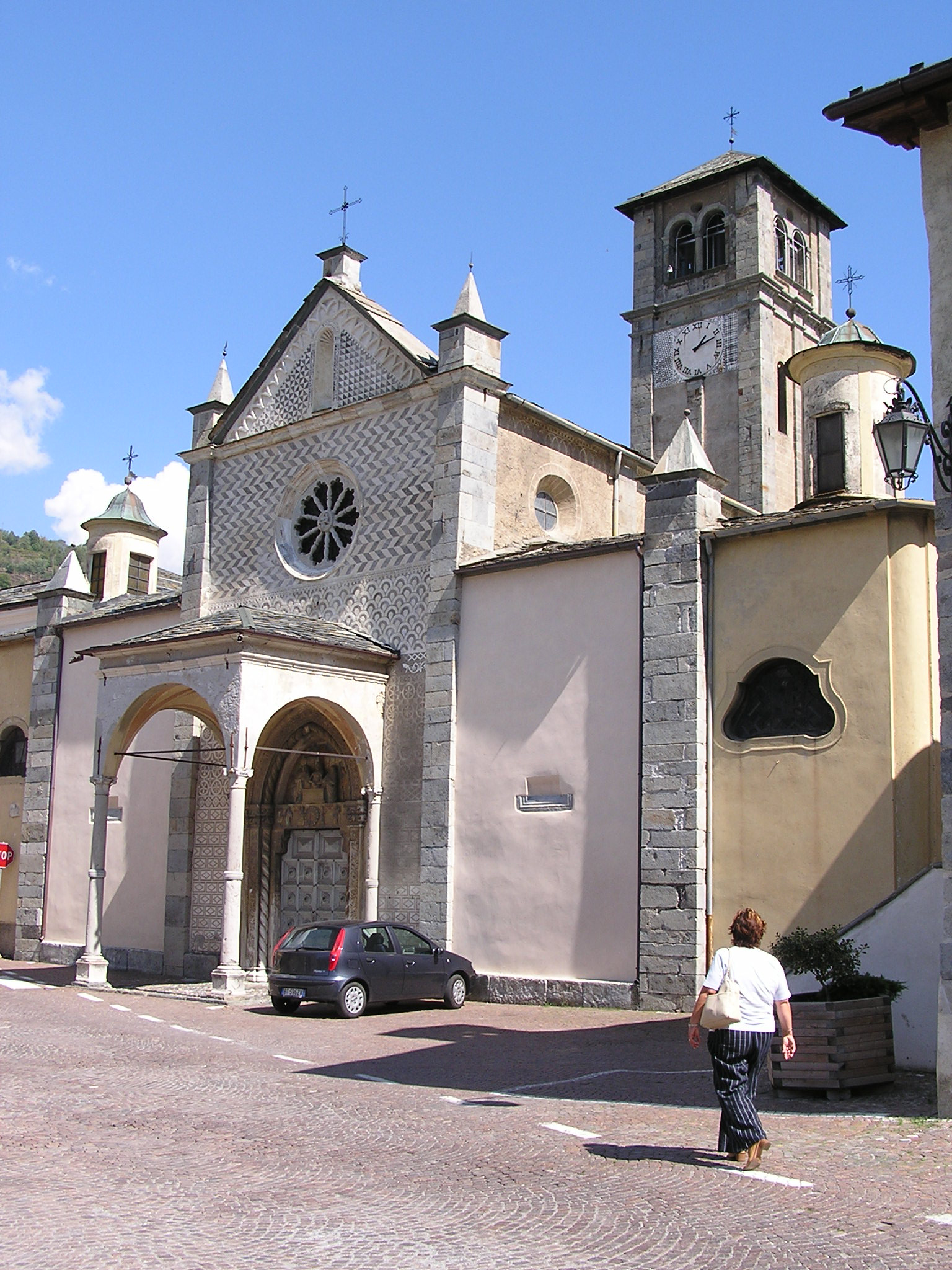
St. Eufemia-kerk
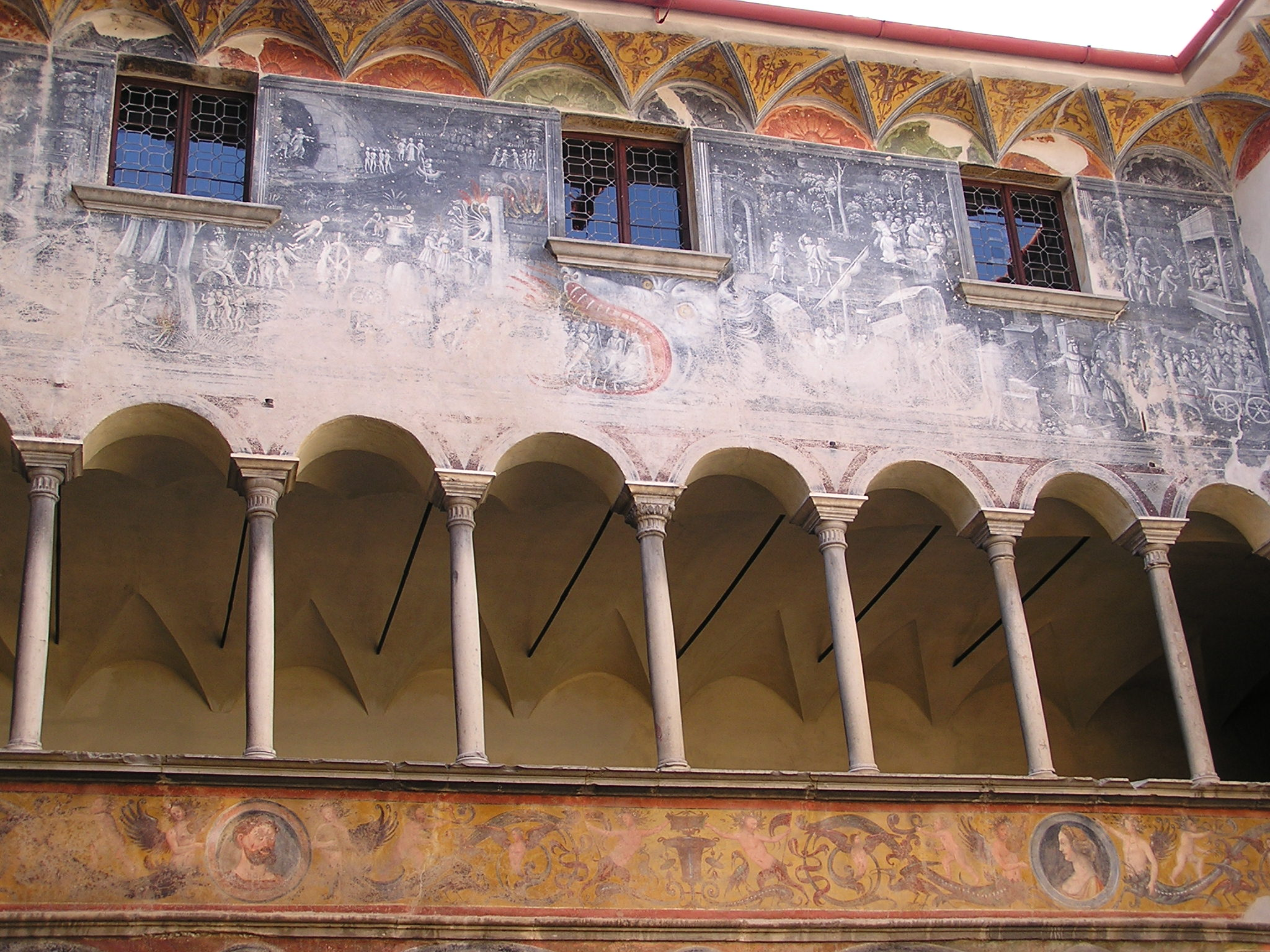
Teglio Palazzo Besta
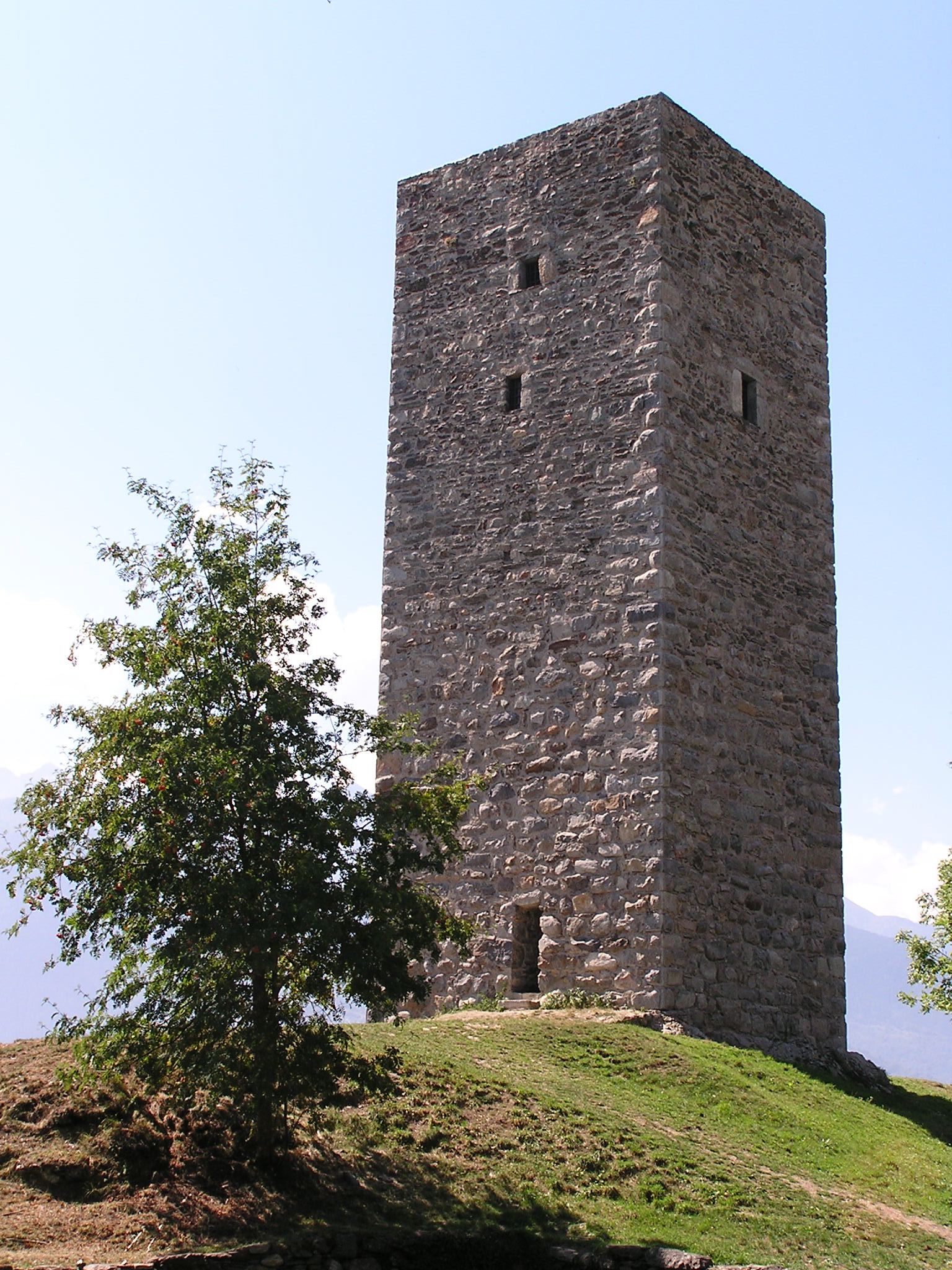
Torre Deli Beli Mirre
De Torre Deli Beli Mirre op het Wapenschild van Teglio

Albaredo per San Marco · Albosaggia · Andalo Valtellino · Aprica · Ardenno · Bema · Berbenno di Valtellina · Bianzone · Bormio · Buglio in Monte · Caiolo · Campodolcino · Caspoggio · Castello dell'Acqua · Castione Andevenno · Cedrasco · Cercino · Chiavenna · Chiesa in Valmalenco · Chiuro · Cino · Civo · Colorina · Cosio Valtellino · Dazio · Delebio · Dubino · Faedo Valtellino · Forcola · Fusine · Gerola Alta · Gordona · Grosio · Grosotto · Lanzada · Livigno · Lovero · Madesimo · Mantello · Mazzo di Valtellina · Mello · Menarola · Mese · Montagna in Valtellina · Morbegno · Novate Mezzola · Pedesina · Piantedo · Piateda · Piuro · Poggiridenti · Ponte in Valtellina · Postalesio · Prata Camportaccio · Rasura · Rogolo · Samolaco · San Giacomo Filippo · Sernio · Sondalo · Sondrio · Spriana · Talamona · Tartano · Teglio · Tirano · Torre di Santa Maria · Tovo di Sant'Agata · Traona · Tresivio · Val Masino · Valdidentro · Valdisotto · Valfurva · Verceia · Vervio · Villa di Chiavenna · Villa di Tirano
1. ↑  https://demo.istat.it/?l=it.